# Copa Mundial ICC Femenina T20
La Copa Mundial ICC Femenina T20 (conocida como ICC Women's World Twenty20 hasta 2019) es el campeonato internacional, realizado cada dos años, de cricket femenino Twenty20 International. El evento está organizado por el organismo rector del deporte, el Consejo Internacional de Críquet (ICC), y la primera edición se realizó en Inglaterra en 2009. En los primeros tres torneos hubo ocho participantes, pero este número se ha elevado a diez a partir de la edición de 2014 en adelante. En julio de 2022, la ICC anunció que Bangladés albergaría el torneo de 2024 y que Inglaterra albergaría el torneo de 2026. El número de equipos en el torneo de 2026 también aumentará a doce.